# Rodney Harvey
Rodney Michael Harvey (Filadelfia, 31 luglio 1967 – Los Angeles, 11 aprile 1998) è stato un attore statunitense.

## Biografia
Nacque a Filadelfia, Pennsylvania e venne scoperto a New York da Paul Morrissey. Iniziò la carriera come modello per Calvin Klein. Esordì come attore nel 1985 nel film Servizio... a domicilio, a cui seguirono le pellicole Sangue misto e Dentro la grande mela.
Nel 1990 è co-protagonista al fianco di Tahnee Welch de La bocca di Luca Verdone, successivamente lavorò in alcuni episodi della serie televisiva Brillantina e apparì nell'episodio pilota de I segreti di Twin Peaks di David Lynch. Nel 1991 recitò nel film di Gus Van Sant Belli e dannati e in Guncrazy di Tamra Davis, al fianco di Drew Barrymore con la quale rimase legato sentimentalmente per qualche tempo.
Rodney morì a 30 anni l'11 aprile 1998 per un'overdose di cocaina ed eroina: il suo corpo senza vita venne trovato nel Barbizon Hotel di Los Angeles.

## Filmografia parziale

### Cinema
- Sangue misto (Mixed Blood), regia di Paul Morissey (1985)
- Servizio... a domicilio (Delivery Boys), regia di Ken Handler (1985)
- Dentro la grande mela (Five Corners), regia di Tony Bill (1987)
- Mafia kid (Spike of Bensonhurst), regia di Paul Morissey (1988)
- La bocca, regia di Luca Verdone (1990)
- Belli e dannati (My Own Private Idaho), regia di Gus Van Sant (1991)
- Guncrazy, regia di Tamra Davis (1992)

### Televisione
- I segreti di Twin Peaks (Twin Peaks) – serie TV, episodio pilota (1990)
- Brillantina (The Outsiders) – serie TV, 13 episodi (1990)
- Calvin Klein: Obsession, regia di David Lynch – miniserie TV, 1 puntata (1990)